# Procès du massacre de Malmedy
 (mai 2020).
Si vous disposez d'ouvrages ou d'articles de référence ou si vous connaissez des sites web de qualité traitant du thème abordé ici, merci de compléter l'article en donnant les références utiles à sa vérifiabilité et en les liant à la section « Notes et références ».

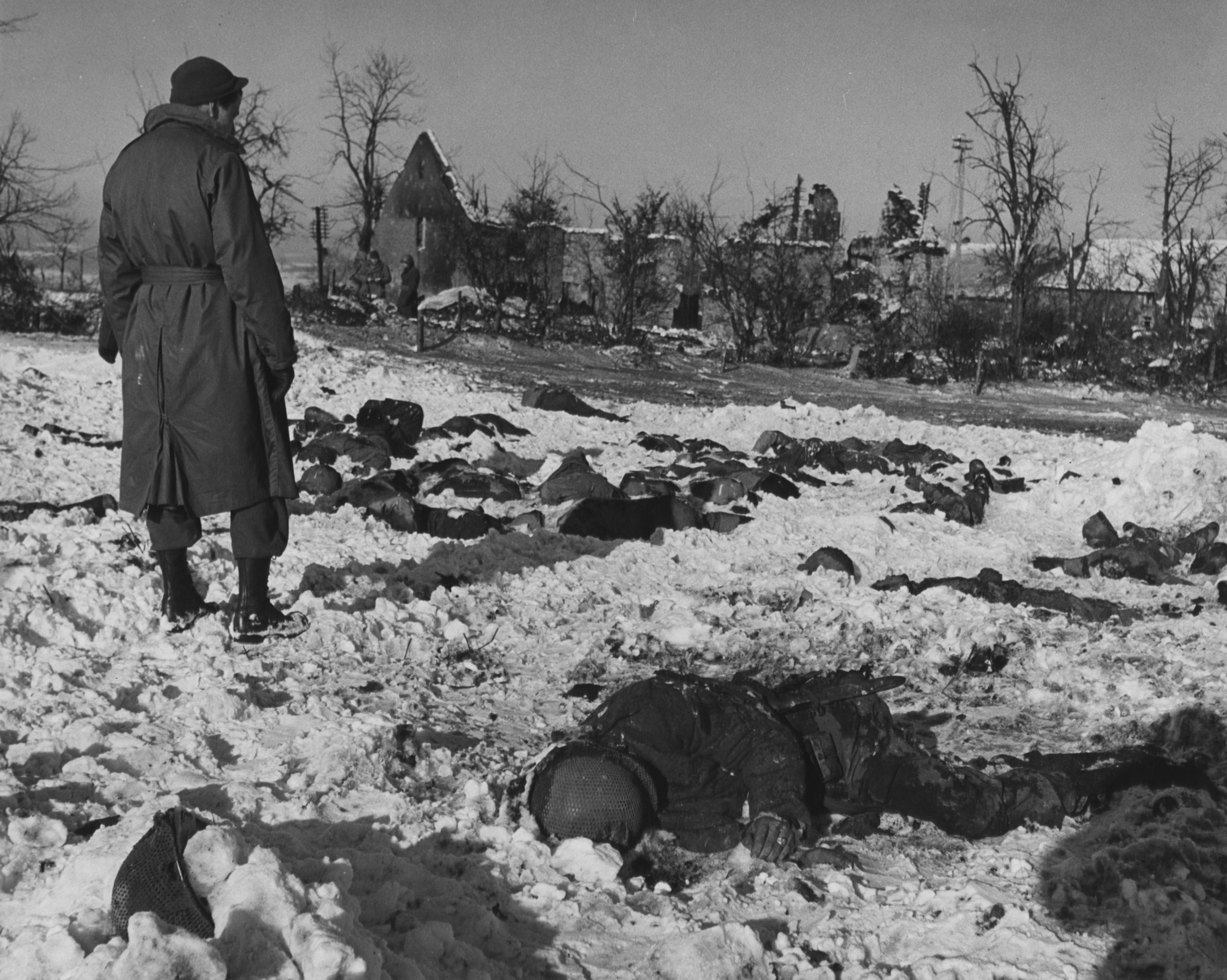
Photo de corps de certains soldats américains massacrés à Malmedy.

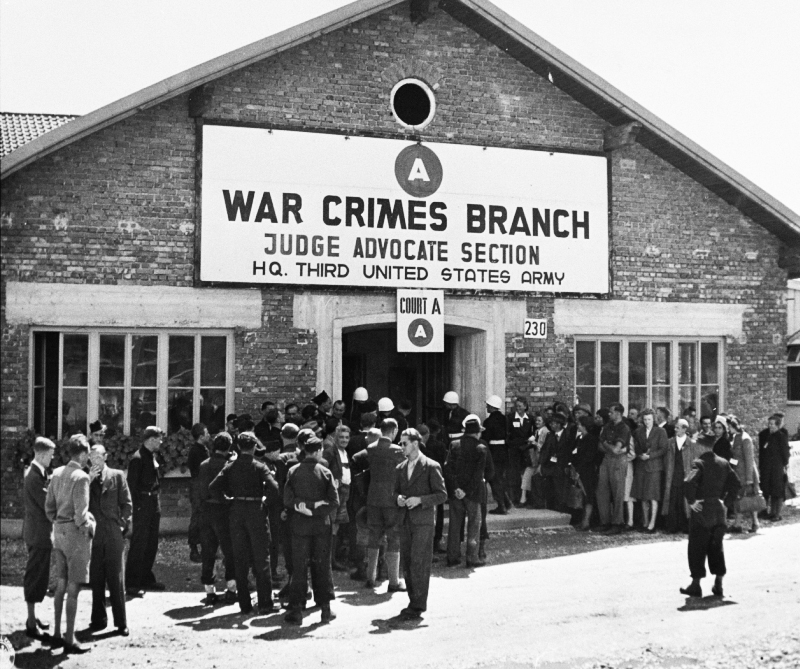
16 juillet 1946 - La foule attend le verdict lors du jugement des 74 SS impliqués dans le massacre.

Le procès du massacre de Malmedy, États-Unis contre Valentin Bersin et consorts, a eu lieu de mai à juillet 1946 à Dachau et avait pour objet de juger les Waffen SS considérés comme responsables du massacre de Malmedy le 17 décembre 1944. L’accusé au grade le plus élevé était le général SS Sepp Dietrich. Le procès attira une attention considérable en raison de la nature du crime imputé aux accusés et des discussions qui s’ensuivirent quant à la façon dont ce procès fut mené.

## Le prélude au procès
L’annonce du massacre de Malmedy avait créé une vive émotion tant au sein des forces américaines présentes sur le front européen qu’aux États-Unis. Il n’est donc pas étonnant que dès la fin de la guerre, les alliés se mirent à la recherche des responsables de ces massacres parmi les centaines de milliers de prisonniers de guerre allemands qu’ils détenaient. Toutefois, au cours de ces recherches, il ne fut pas possible d’isoler les suspects les uns des autres, ce qui leur permit de communiquer entre eux. Il en résulta qu’ils purent rapidement déterminer ce que recherchaient les enquêteurs. Il semble qu’ils eurent en outre la possibilité de se concerter pour présenter des versions des faits qui soient relativement concordantes.
Ce ne fut en définitive qu’une fois que ceux-ci furent regroupés dans une prison civile allemande : Schwabisch Hall, réquisitionnée par les autorités militaires d’occupation, qu’il fut possible d’empêcher une communication organisée entre les prévenus. Les accusés furent détenus dans cette prison de décembre 1945 à avril 1946. C’est durant cette période qu’eurent lieu les interrogatoires menés par les enquêteurs.
Par ailleurs, l’armée américaine, qui instruisait l’affaire, se trouvait confrontée à un manque de personnel ayant une expérience suffisante des procédures judiciaires en raison des démobilisations faisant suite à la fin de la Seconde Guerre mondiale. Pour remédier à cet état des choses, il fut fait appel à du personnel d’origine européenne peu au fait des procédures juridiques en vigueur aux États-Unis, dont certains membres avaient eu maille à partir avec le régime nazi. Ainsi, il semble que deux des principaux enquêteurs, le lieutenant Perl et un auxiliaire civil aient été des juifs ayant fui l’Allemagne pour les États-Unis avant le déclenchement de la guerre.
Il en résulta que les interrogatoires et l’instruction préalable au procès furent menés avec légèreté. Ainsi, il est avéré que certains accusés furent soumis à des simulacres de procès avec fausse condamnation à mort en vue de se faire extorquer des aveux. En revanche, comme devait le démontrer par la suite une enquête diligentée par le Sénat des États-Unis après le procès, les accusés ne furent pas délibérément affamés ou torturés en vue d’obtenir des aveux. La Commission sénatoriale avait toutefois admis que certains accusés avaient pu être occasionnellement battus par des gardiens.
Tous ces éléments allaient par la suite peser sur le procès et ses suites.

## Le procès
Le procès eu lieu à Dachau du 16 mai 1946 au 16 juillet 1946. Les accusés comparurent devant un tribunal militaire international en fait composé uniquement d’officiers américains de haut rang. Le tribunal fonctionnait toutefois selon les règles instaurées précédemment par le tribunal militaire international jugeant les hauts dignitaires nazis à Nuremberg.
Les accusés furent au nombre de 74. Ils étaient 75 au départ, mais Freihmuth s'est suicidé et un enrôlé "de force ou pas" français dans les SS fut relaxé avant le procès. Les plus élevés en grade étaient le général Sepp Dietrich commandant de la 6e Armée Blindée SS, son chef d’état-major le brigadier général Fritz Kraemer, le lieutenant général Hermann Priess commandant du 1er corps blindé SS et le lieutenant-colonel Joachim Peiper commandant du 1er régiment blindé SS, unité à laquelle étaient imputés les faits incriminés.
Les chefs d’accusation portaient sur le massacre de plus de trois cents prisonniers de guerre américains à différents endroits au cours de la bataille des Ardennes ainsi que le massacre d’une centaine de civils belges essentiellement dans les environs de Stavelot.
La défense fut placée sous la direction du colonel Willis M. Everett Jr., un avocat originaire d’Atlanta, secondé par d’autres avocats américains et allemands. Everett n’avait pas ou peu d’expérience en matière pénale et fut effrayé d’avoir à assurer la défense de 74 personnes en si peu de temps. Pour leur part, les avocats allemands, bien qu’expérimentés, étaient peu au fait des règles de procédure américaines.
Apparemment, aucun défenseur ne demanda toutefois un report du procès en vue de disposer plus de temps pour l’examen de l’affaire et des pièces mises à la disposition de la défense.
L’accusation était dirigée par le colonel Burton L. Ellis.
Les témoignages de l’accusation étaient basés essentiellement sur des déclarations sous serment recueillies avant le procès tant auprès des accusés que de témoins. L’accusation précisa également que de nombreuses déclarations avaient été obtenues des accusés grâce à des trucages, ruses, stratagèmes, l’utilisation de moutons et des mises en scène.
Les procédés en question ne furent toutefois pas désavoués par la Cour malgré les demandes répétées de la défense et les déclarations sous serment furent reçues tant lorsqu’elles incriminaient le déclarant lui-même que lorsqu’elles mettaient en cause d’autres coaccusés.
Six accusés, Peiper inclus, invoquèrent devant la Cour avoir été victimes de violences physiques ou de menaces de violences destinées à leur extorquer des aveux durant l’instruction du procès. Les personnes chargées de ces interrogatoires réfutèrent ces accusations qui ne furent pas retenues par la Cour.
Par ailleurs, les accusés furent invités à la barre par l’accusation pour confirmer oralement les déclarations faites antérieurement sous serment.
Pour sa part, la défense renonça très vite à faire monter les accusés à la barre. En effet, après que neuf d’entre eux eurent comparu, il apparut qu’ils accusaient d’autres coïnculpés en vue de minimiser leur propre rôle. Pour Everett, il était certain que cela risquait d’affaiblir considérablement la position de la défense. Il dut néanmoins batailler pour convaincre les accusés de renoncer à leur droit à être entendus par la Cour. Parmi les neuf, seuls trois évoquèrent à la barre les mauvais traitements qu’ils auraient subis lors des interrogatoires.
Pour la plupart des accusés, la défense fit valoir qu’ils n’avaient pas commis les actes qui leur étaient reprochés et, s’ils les avaient commis, c’était en obéissant aux ordres donnés par leurs supérieurs.
En définitive, au terme du procès, la Cour reconnut tous les accusés sauf un, coupables à des degrés divers. Cinquante-trois d’entre eux furent condamnés à mort par pendaison, les autres furent condamnés à des peines allant de dix ou vingt ans de prison à la perpétuité. Peiper écopa de la peine de mort, Dietrich fut condamné à la réclusion à perpétuité et Priess à 20 ans d’emprisonnement.
Les condamnés à mort demandèrent à être fusillés plutôt que pendus, invoquant leur qualité de soldats, mais cela leur fut refusé par la Cour.
On notera encore que les délibérations de la Cour furent rapides. En effet, trois minutes en moyenne étaient consacrées à chaque accusé.

## Après le procès
Les condamnations acquises, les choses auraient pu en rester là mais ce ne fut pas le cas.

### Procédure de révision
À la suite d'une procédure de révision menée en interne par l’armée américaine d’occupation en Allemagne, le procès fut soigneusement revu par un député juge. Tenant compte des doutes qui entouraient la phase d’instruction, il émit dans plusieurs cas des recommandations de grâce ou de commutation des peines qui furent le plus souvent suivies par le Général Lucius Clay, gouverneur général de la zone américaine en Allemagne. Il ne s’agissait toutefois pas à proprement parler d’une procédure d’appel.

### Autres recours
Pour sa part, le colonel Everett était convaincu que les accusés n’avaient pas bénéficié d’un procès équitable. Par ailleurs, en Allemagne même, des voix s’élevèrent de différents milieux pour demander la grâce des condamnés. Ainsi, la princesse Hélène-Élisabeth d'Isembourg, fondatrice du "Stille Hilfe", officiellement un mouvement d’aide aux  prisonniers de guerre et internés allemand, soupçonné d'être en fait la couverture d'un mouvement d’aide et d'exfiltration des ex-nazis, parvint à mobiliser l’attention de certains membres des hiérarchies catholique et protestante en Allemagne en faveur des condamnés. Rudolf Aschenauer (de), qui avait été l’avocat d’un des accusés dans le procès des Einsatzgruppen avait également été en contact avec les accusés et avait œuvré pour la révision du procès.
Environ seize mois après la fin du procès, quasiment tous les accusés déposèrent des déclarations sous serment reniant leurs déclarations antérieures et précisant qu’elles avaient été extorquées moyennant de graves coercitions de toute nature. Ainsi, il était fait état de dents cassées et de coups dans les testicules ayant entraîné des invalidités irrémédiables.
Pour obtenir la révision du procès, le colonel Everett fit appel devant la Cour suprême des États-Unis et la Cour internationale de justice de la Haye. Cette dernière se déclara incompétente, puisqu’elle ne reconnaissait que les actions engagées par des Etats et non par des individus. La Cour suprême ne se prononça pas. Quatre juges se prononcèrent en faveur d’une révision et quatre contre. Il fut impossible d’obtenir une majorité, le neuvième juge, Robert Jackson refusant de prendre position au motif qu’il avait agi en tant que procureur au procès de Nuremberg.

### La Commission Simpson
L’agitation autour de l’affaire amena le Secrétaire à l’Armée, Kenneth C. Royall, à créer une commission présidée par le juge Gordon A. Simpson du Texas pour enquêter sur l’affaire. Apparemment, la Commission ne s’intéressa pas seulement au cas des condamnés dans l’affaire de Malmedy, mais également à d’autres cas jugés par les tribunaux militaires américains en Europe.
Ladite Commission arriva en Europe le 30 juillet 1948 et remit son rapport le 14 septembre suivant. Dans ce rapport, la Commission recommandait notamment que les douze condamnations à mort encore pendantes soient commuées en peines d’emprisonnement à vie.
La Commission estimait que les interrogatoires préalables au procès n’avaient pas été menés de façon adéquate et qu’en présence d’un tel doute, on ne pouvait exécuter les condamnations à mort. La Commission ne retenait néanmoins pas l’existence de tortures dans le cas des condamnés de Malmedy, même si elle admettait, notamment, l’existence de simulacres de procès.
Un des membres de la Commission, le juge Edward L. Van Roden de Pennsylvanie, se désolidarisa toutefois des conclusions de la Commission et fit une série de déclarations publiques où il affirmait la matérialité des violences physiques à l’égard des condamnés.
En outre, sous sa signature, un article dénonçant les conditions dans lesquelles les condamnés de Malmedy et dans d’autres affaires avaient été interrogés allait être publié en février 1949 avec l’aide du National Council for Prevention of War. Aux accusations de violence confinant à la torture, il allait notamment ajouter que durant l’instruction, les accusés avaient été affamés ou mis en cellules isolées pendant des périodes de plusieurs mois.
La publication de l’article allait provoquer un grand émoi aux États-Unis, car il décrivait des agissements perçus en totale contradiction aux principes américains de fair-play.  En réponse, le Général Clay allait commuer en prison à perpétuité six autres condamnations à mort. Il allait toutefois refuser de commuer les six dernières sentences, dont celle de Peiper, les exécutions étant toutefois suspendues.

### La sous-Commission du Sénat
L’affaire finit par prendre de telles proportions que le Sénat décida de se saisir de l’affaire. Désigner une commission chargée de l’enquête ne fut pas simple. En définitive, l’affaire fut confiée à la Commission des forces armées au détriment de la Commission de la Justice et de la Commission de contrôle des dépenses dans les départements de l’exécutif ce qui, rétrospectivement, pourrait être considéré comme une erreur. En effet, on ne peut exclure que la Commission des forces armées pouvait donner l’impression d’être plus conciliante vis-à-vis de l’armée, qui avait mené le procès, que d’autres commissions. Impression encore confortée par le fait que l’enquête fut confiée à un sous-comité de trois sénateurs dont le président, Raymond E. Baldwin (en), avait fait partie du même cabinet d’avocats qu’un des procureurs du procès.
La sous-Commission fut constituée le 29 mars 1949, au moment de la guerre froide et du blocus de Berlin et travailla durant plusieurs mois. Ses membres se rendirent en Allemagne et durant ses auditions, la Commission entendit pas moins de 108 témoins.
Par ailleurs, un jeune sénateur ambitieux et en quête de publicité, Joseph McCarthy, avait obtenu du président l’autorisation de pouvoir assister aux auditions de la sous-Commission sans toutefois en faire partie. Apparemment, McCarthy, qui sentait sa carrière de sénateur s’engager dans une impasse, avait décidé de saisir l’occasion de se faire de la publicité. Par ailleurs, son état d’origine (le Wisconsin) ayant une forte minorité de population d’origine allemande, il a pu considérer la défense des condamnés comme potentiellement rentable au point de vue politique.
Toujours est-il que McCarthy semble avoir littéralement pris les commandes des interrogatoires en essayant de faire à tout prix passer ses thèses. Il en résulta des interrogatoires agressifs, même à l’égard des survivants des massacres qu’il accusa de mensonge. Par ailleurs, conformément à des tactiques qui lui seraient plus tard reprochées, il s’ingénia à déformer les faits ou à ne retenir que les versions qui pouvaient corroborer sa vision de l’affaire. Ainsi, tous les enquêteurs devinrent des juifs, de nombreux condamnés avaient non seulement été frappés, mais étaient en outre des gamins de 15 ou 16 ans.
Le dernier éclat eut lieu en mai 1949, quand il demanda à faire passer le lieutenant Perl au détecteur de mensonge ce qui fut refusé. McCarthy quitta la salle d’audience en accusant Baldwin de vouloir passer l’affaire « au bleu ». Par la suite, il devait encore essayer de dénoncer Baldwin devant l’ensemble du Sénat, mais il devait être désavoué par la Commission des forces armées qui allait clairement marquer son soutien à Baldwin et adopter le rapport de la sous-Commission. Peu après, McCarthy allait s'orienter vers la chasse aux communistes qui allait le rendre célèbre.

### Le rapport
Dans son rapport, la sous-commission allait reconnaître l’existence de certains faits, comme les simulacres de procès, l’utilisation de cagoules pour les condamnés ou le confinement. En revanche, elle allait rejeter les accusations les plus graves comme les coups, la torture, les simulacres de pendaison et le rationnement des accusés. Elle avait en outre fait un sort aux allégations du Juge Van Roden.
Par ailleurs, la sous-commission considérait que les commutations de peines prononcées par le général Clay l’avaient été en raison de la reconnaissance par l’armée du fait que les interrogatoires n’avaient pas toujours été menés de façon appropriée ou que des erreurs de procédure avaient pu être commises durant le procès.
En revanche, la Commission ne se prononça pas quant à la culpabilité des condamnés. Au contraire, elle faisait siennes les conclusions du général Clay dans le cas du lieutenant Christ[Qui ?], en considérant qu'elles étaient exemplaires pour de nombreux autres condamnés. En substance, Clay avait écrit qu’il était personnellement convaincu de la culpabilité de Christ et, qu’à ce titre, sa condamnation à mort était pleinement justifiée. Mais, poursuivait-il, l’appliquer équivaudrait à accepter une mauvaise administration de la justice, ce qui le conduisait, non sans réticence, à commuer la peine de mort en prison à vie.

### Dernières commutations
En définitive, le rapport de la Commission conjugué à l’intensification de la guerre froide, qui nécessitait de réconcilier les Allemands, conduisit l’armée américaine à commuer les dernières peines de mort en prison à perpétuité.
Par la suite, les condamnés furent peu à peu libérés, le dernier à quitter sa cellule étant Joachim Peiper.

## Les suites
Dès le départ, le procès du massacre et les lacunes dont il fut entaché allaient être mis à profit par les milieux révisionnistes et négationnistes tant aux États-Unis qu'en Europe pour essayer d’invalider les résultats des procès de Nuremberg ainsi que les informations concernant l’holocauste.
Ainsi, dès 1950, Maurice Bardèche consacrait tout un chapitre de son livre Nuremberg II ou les faux monnayeurs au massacre de Malmedy et au procès qui lui fit suite. L’essentiel de sa relation du procès est toutefois basée sur l’article controversé du juge Van Roden, dont la sous-commission avait établi qu’il reportait des faits non avérés. Par ailleurs, Bardèche n’hésitait pas à mêler le faux et le vrai, écrivant notamment que certains des condamnés à mort de Malmedy avaient déjà été exécutés[réf. à confirmer].
Il ne s’agissait là que d’un début. Depuis lors, cette affaire est régulièrement rappelée par toute la littérature révisionniste et négationniste et présentée comme une justice à la discrétion du vainqueur.  Les présentations faites sont toutefois souvent partielles, en n’évoquant que le massacre de Malmedy et passent généralement sous silence que ce n’était pas le seul fait reproché aux condamnés, plusieurs massacres de prisonniers de guerre et de civils ayant eu lieu en l’espace de quelques jours.
Par ailleurs, il fait peu de doute dans cette affaire que de vrais coupables ont sans doute échappé à toute poursuite alors que des innocents étaient condamnés pour des faits qu'ils n'avaient pas commis.
La conclusion la plus pertinente de cet épisode de la Seconde Guerre mondiale et du procès qui s’en suivit est peut-être celle de  Michael Reynolds, qui écrivit : « en définitive, la justice elle-même devint une autre victime de l’incident ».